# Bezirksamt Beuggen
Das Bezirksamt Beuggen, auch: Amt Beuggen, war ein kurzlebiger staatlicher Verwaltungsbezirk im Großherzogtum Baden, der von 1807 bis 1810 existierte und dessen Gemeinden heute alle zum Landkreis Lörrach gehören.

## Geschichte
Die auf die Landschaft Rheintal reduzierte Kameralherrschaft Rheinfelden hatte ihren Verwaltungssitz von 1801 bis 1807 in Nollingen. Die rechtsrheinischen Gebiete gelangten durch den Frieden von Pressburg 1806 an das Großherzogtum Baden. 1807 wurde die Landschaft Rheintal zusammen mit den Ortschaften der Deutschordenskommende Beuggen dem neu geschaffenen badischen Bezirksamt Beuggen zugeordnet, das aber schon 1810 aufgelöst wurde. Die Gemeinden wurden den Bezirksämtern Lörrach, Schopfheim, Säckingen zugewiesen.
Als Amtmann wurde der Oberamtsrat Stork eingesetzt, der früher in Diensten der Deutschordenskommende Beuggen stand und zunächst auch das „Breisgauische KammeralAmt des Rheinthals in Nollingen“ geleitet hatte.
Mit Verordnung vom 25. November 1937 wurde auch für den bisherigen Amtsbezirk Schopfheim das Gesetz über die Neueinteilung der inneren Verwaltung vom 30. Juni 1936 per 1. April 1938 voll in Kraft gesetzt, d. h. der Amtsbezirk wurde nun definitiv aufgelöst und die Gemeinden den Bezirksämtern Neustadt, Waldshut, Säckingen und Lörrach zugeteilt.
Von den vier Gemeinden des ehemaligen Bezirksamtes Beuggen die 1938 zum Bezirksamt Schopfheim gehörten, kamen jeweils zwei zu den Bezirksämtern Lörrach und Säckingen.
Mit der Auflösung des Landkreises Säckingen 1973 kamen dann alle Gemeinden des ehemaligen Bezirksamtes Beuggen die damals zum Landkreis Säckingen gehörten an den Landkreis Lörrach, d. h. seit 1973 sind alle Gemeinden des ehemaligen Bezirksamtes Beuggen Bestandteil des Landkreises Lörrach.

## Gemeinden des Bezirksamtes
| Gemeinde     | 1810 zum Bezirksamt | 1938 zum Bezirksamt | 1973 zum Landkreis | Anmerkungen    | Wappen |
| ------------ | ------------------- | ------------------- | ------------------ | -------------- | ------ |
| Beuggen      | Säckingen           |                     | Lörrach            | [ 6 ]          |        |
| Karsau       | Säckingen           |                     | Lörrach            | ; mit Riedmatt |        |
| Adelhausen   | Schopfheim          | Lörrach             |                    | [ 9 ]          |        |
| Degerfelden  | Lörrach             |                     |                    | [ 10 ]         |        |
| Eichsel      | Schopfheim          | Lörrach             |                    | [ 11 ]         |        |
| Herten       | Lörrach             |                     |                    | [ 12 ]         |        |
| Minseln      | Schopfheim          | Säckingen           | Lörrach            | [ 13 ]         |        |
| Nollingen    | Säckingen           |                     | Lörrach            | [ 14 ]         |        |
| Nordschwaben | Schopfheim          | Säckingen           | Lörrach            | [ 15 ]         |        |
| Warmbach     | Säckingen           |                     | Lörrach            | [ 16 ]         |        |
| Wyhlen       | Lörrach             |                     |                    |                |        |